# Ampelisca bocki
Ampelisca bocki är en kräftdjursart. Ampelisca bocki ingår i släktet Ampelisca och familjen Ampeliscidae. Inga underarter finns listade i Catalogue of Life.